# Franciszek Bossowski
Franciszek Bossowski (ur. 12 kwietnia 1879 w Stryszawie, zm. 3 maja 1940 w Krakowie) – prawnik, specjalista w dziedzinie prawa rzymskiego, prawa cywilnego, i historii prawa polskiego, profesor prawa rzymskiego na Uniwersytecie Wileńskim, założyciel Unii Narodowo-Państwowej w 1922 roku.

## Życiorys
Syn Stanisława i Kamili z d. Schneider. W 1897 ukończył gimnazjum w Wadowicach i rozpoczął studia na Wydziale Prawa i Administracji Uniwersytetu Jagiellońskiego, które zakończył w 1902 uzyskując tytuł doktora prawa. W 1902 został zatrudniony w Ekspozyturze Prokuratorii Skarbu w Krakowie. W 1916 ożenił się z Olgą, córką prof. Władysława Pilata. W listopadzie 1918 zatrudniony w Prokuratorii Generalnej. 
Od 1920 wykładowca prawa na Uniwersytecie Wileńskim, w 1922 uzyskał tytuł profesora zwyczajnego. W 1927 został dziekanem Wydziału Prawa i Nauk Społecznych, funkcję tę pełnił do listopada 1928. Od 1928 członek Komisji Prawniczej Polskiej Akademii Umiejętności w Krakowie.
Prezes Towarzystwa Prawniczego im. Ignacego Daniłowicza w Wilnie, przewodniczący Towarzystwa Obrony Ziem Wschodnich, od 1925 członek Zarządu Oddziału Wileńskiego Polskiego Towarzystwa Historycznego. Był także członkiem wileńskiej korporacji Cresovia.
W chwili wybuchu II wojny światowej przebywał w Warszawie. W październiku 1939 roku przeniósł się do Krakowa, gdzie 16 października 1939 roku Rada Wydziału Prawa Uniwersytetu Jagiellońskiego powierzyła mu część wykładów prawa rzymskiego, jako profesorowi wspomagającemu. 6 listopada 1939 został aresztowany w ramach akcji Sonderaktion Krakau i zesłany do obozu Sachsenhausen, gdzie przebywał od 28 listopada 1939 do zwolnienia 8 lutego 1940. Zmarł 3 maja 1940 w Krakowie na skutek wyniszczenia i chorób nabytych w obozie koncentracyjnym, pochowany na cmentarzu Rakowickim.

## Publikacje
- O pojęciu prawa zastawu jako prawa podmiotowego w prawie rzymskim (1906)[10]
- O funduszach składkowych (1911)[10]
- Ze studiów nad najmem i dzierżawą (1921)[10]
- Prawo cywilne Ziem Wschodnich (1925)[10]
- O znalezieniu skarbu według prawa rzymskiego (1925)[10]
- Ze studiów nad rei vindicatio (1927)[10]
- Actio ad exhibendum w prawie klasycznym i justyniańskim (1927)[10]
- Die Abgrenzung des mandatum und der negotiorum gestio im klassichen und justinianischen Recht (1937)[10]